# Корвоенюрист
Корвоенюрист — сокращённое название должности «корпусной военный юрист» и специальное воинское звание высшего военно-юридического состава РККА. Относилось к начальствующему составу. Ниже армвоенюриста, выше диввоенюриста.

## История
Введено Постановлением ЦИК СССР и СНК СССР от 22.09.1935 «О введении персональных военных званий начальствующего состава РККА» взамен всех прежних званий военно-юридического состава служебных категорий К-12 и К-13. В органах и войсках НКВД это звание было установлено приказом № 331 от 23 октября 1935 года. Данное звание носили, как правило, только высшие руководители военной прокуратуры и судьи высшей инстанции. Звание присваивалось постановлениями ЦИК СССР и СНК СССР.
В марте 1940 года по проекту К.Е. Ворошилова предполагалось ввести звание юрист-генерал-лейтенант.
| Род войск                                       | Соответствующее звание/должность |
| В командном составе                             | В командном составе |
| ----------------------------------------------- | --- |
| в сухопутных и военно-воздушных силах РККА      | комкор |
| Народный комиссариат внутренних дел СССР        | комиссар государственной безопасности 3-го ранга, введённое постановлением ЦИК и СНК СССР от 7 октября 1935 года (военнослужащие пограничных и внутренних войск НКВД имели воинские звания, принятые в РККА) |
| Военно-Морской Флот СССР                        | флагман 1-го ранга |
| ВВС ВМФ и береговая служба                      | комкор |
| В начальствующем составе                        | |
| в военно-политическом составе всех родов войск  | корпусный комиссар |
| в военно-техническом составе всех родов войск   | коринженер |
| в военно-техническом составе ВМФ                | инженер-флагман 1-го ранга |
| в военно-хозяйственном составе всех родов войск | коринтендант |
| в военно-медицинском составе всех родов войск   | корврач |
| в военно-ветеринарном составе всех родов войск  | корветврач |

На момент введения погон в январе 1943 года это звание ещё сохранялось, и корвоенюристы получили в качестве знаков различия узкие погоны, аналогичные погонам генерал-лейтенантов специальных служб.
Звание корвоенюриста было отменено постановлением ГКО СССР от 4 февраля 1943 г. № 2822 г. «О введении персональных воинских званий инженерно-техническому, юридическому и административному составу Красной Армии» когда личный состав военно-юридической службы получил новые общевойсковые воинские звания с добавлением слова «юстиции» после наименования звания; лица, состоявшие к этому времени в звании «корвоенюрист», получили в порядке переаттестации звания генерал-лейтенанта либо генерал-майора юстиции.
Двое корвоенюристов были репрессированы в 1930-х, один погиб во время Великой Отечественной войны.

## Знаки различия
Знаки различия: три красных «ромба» и выше них золотистый щит со скрещёнными мечами в петлицах. 
Эмблема военно-юридического состава РККА была установлена приказом НКО СССР от 10 марта 1936 года № 33. 
Постановлением СНК СССР от 2 декабря № 2590 была установлена расцветка петлиц и кантов; военно-юридический состав имел цвета по роду войск, в которых проходили службу.
В ВМФ расцветки галунов и просветов на нарукавных знаках различия были установлены Постановлением СНК СССР от 2 декабря 1935 г. № 2591. Цвет галунов и звёзд над ними был белый (сребристый), а цвет просветов (выпушек) между галунами - фиолетовый. 
Корвоенюристу ВМФ полагался один широкий и два средних галуна серебристого цвета, окаймленный фиолетовыми выпушками, над которыми была размещена одна серебристая пятиконечная звезда.

## Присвоение звания
| Фамилия, имя, отчество                    | Дата присвоения звания | Примечание |
| ----------------------------------------- | ---------------------- | --- |
| Розовский, Наум Савельевич (1898—1942)    | 26.11.1935             | Произведён в армвоенюриста 22 февраля 1938 г. Главный военный прокурор Красной Армии. Осуждён в 1941 году, умер в лагерях.                                    |
| Матулевич, Иван Осипович (1895—1961)      | 27.01.1936             | Заместитель председателя Военной коллегии Верховного Суда СССР. 11 марта 1943 г. присвоено звание генерал-майора юстиции, позднее генерал-лейтенанта юстиции. |
| Плавнек, Леонард Янович (1893—1938)       | 17.02.1936             | Председатель Военного трибунала Московского военного округа. Репрессирован в 1937 году, расстрелян.                                                           |
| Гаврилов, Павел Филиппович (1898—1970)    | 22.07.1940             | И.д. Главного военного прокурора Красной Армии. 18 апреля 1943 г. присвоено звание генерал-лейтенанта юстиции.                                                |
| Алексеев, Георгий Алексеевич (1895—1942)  | 09.08.1941             | Главный военный прокурор ВМФ. Погиб 23 мая 1942 г. в ходе боевых действий.                                                                                    |
| Носов, Владимир Иванович (1897—1973)      | 1941 или 1942          | Главный военный прокурор Красной Армии. 11 марта 1943 г. присвоено звание генерал-лейтенанта юстиции.                                                         |
| Орлов, Александр Моисеевич (1896—1965)    | 22.02.1942             | Помощник председателя Военной коллегии Верховного Суда СССР. 11 марта 1943 г. присвоено звание генерал-майора юстиции.                                        |
| Романычев, Михаил Григорьевич (1898—1963) | 24.02.1942             | Член Верховного Суда СССР, начальник отдела военно-морских трибуналов Военной коллегии. 18 апреля 1943 г. присвоено звание генерал-майора юстиции.            |